# Topczewo
Topczewo – wieś w Polsce położona w województwie podlaskim, w powiecie bielskim, w gminie Wyszki.
| SIMC    | Nazwa          | Rodzaj    |
| ------- | -------------- | --------- |
| 0044291 | Nowe Topczewo  | część wsi |
| 0044300 | Stare Topczewo | część wsi |

W 1921 roku miejscowość dzieliła się na dwie odrębne wsie: Topczewo Nowe i Topczewo Stare. Obie te miejscowości liczyły wówczas 52 domy i 350 mieszkańców, w tym 319 katolików i 31 prawosławnych.
Do 1934 roku i w latach 1952–1954 miejscowość była siedzibą gminy Topczewo. 
W latach 1975–1998 miejscowość administracyjnie należała do województwa białostockiego.
Topczewo jest siedzibą rzymskokatolickiej parafii św. Stanisława.

## Zabytki
- rozplanowanie wsi, XV-XIX, nr rej.:586 z 27.06.1986
- kościół parafialny pod wezwaniem św. Stanisława Biskupa, pocz. XX, nr rej.:539(538) z 14.09.1983
- stary cmentarz parafialny, nr rej.:586 z 27.06.1986
- cmentarz grzebalny, nr rej.:586 z 27.06.1986

## Galeria

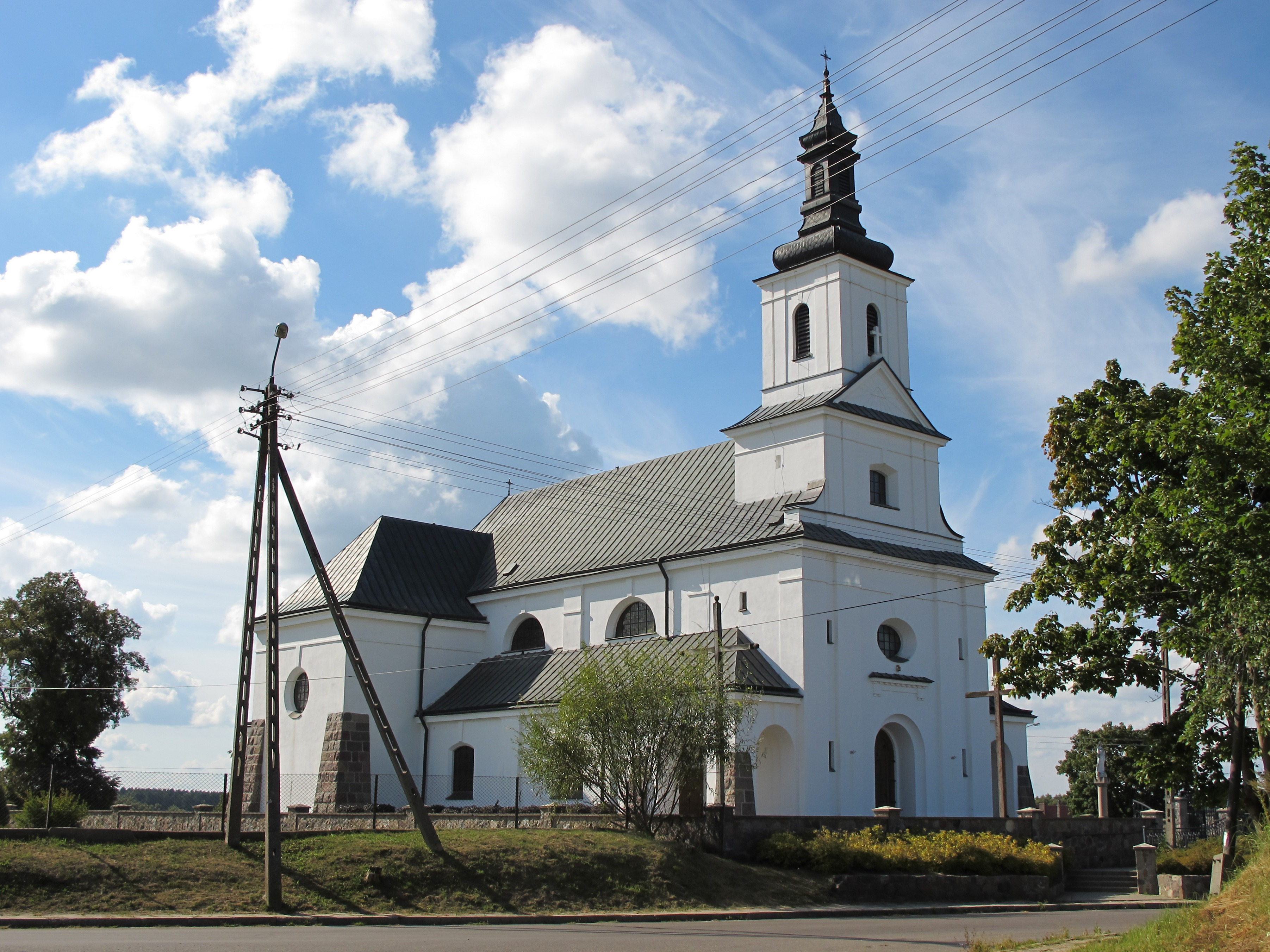
Zabytkowy kościół pod wezwaniem św. Stanisława Biskupa i Męczennika
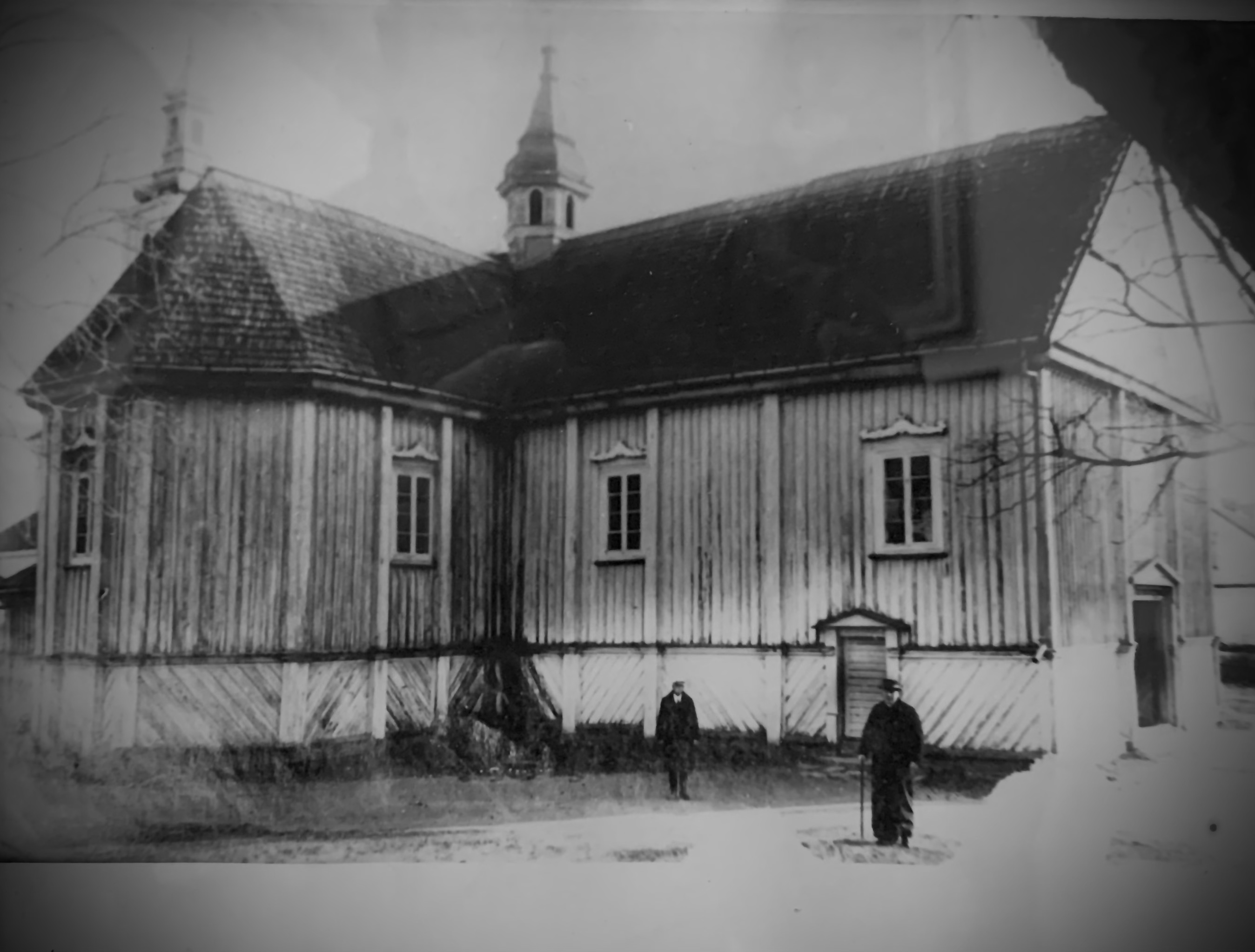
Drewniany kościół (1738-1743). Świątynia z drewna modrzewiowego przetrwała do poświę- cenia murowanego kościoła w 1931. Drewniany kościół na pierwszym planie, oraz wieża murowanego kościoła po lewej stronie za nim.
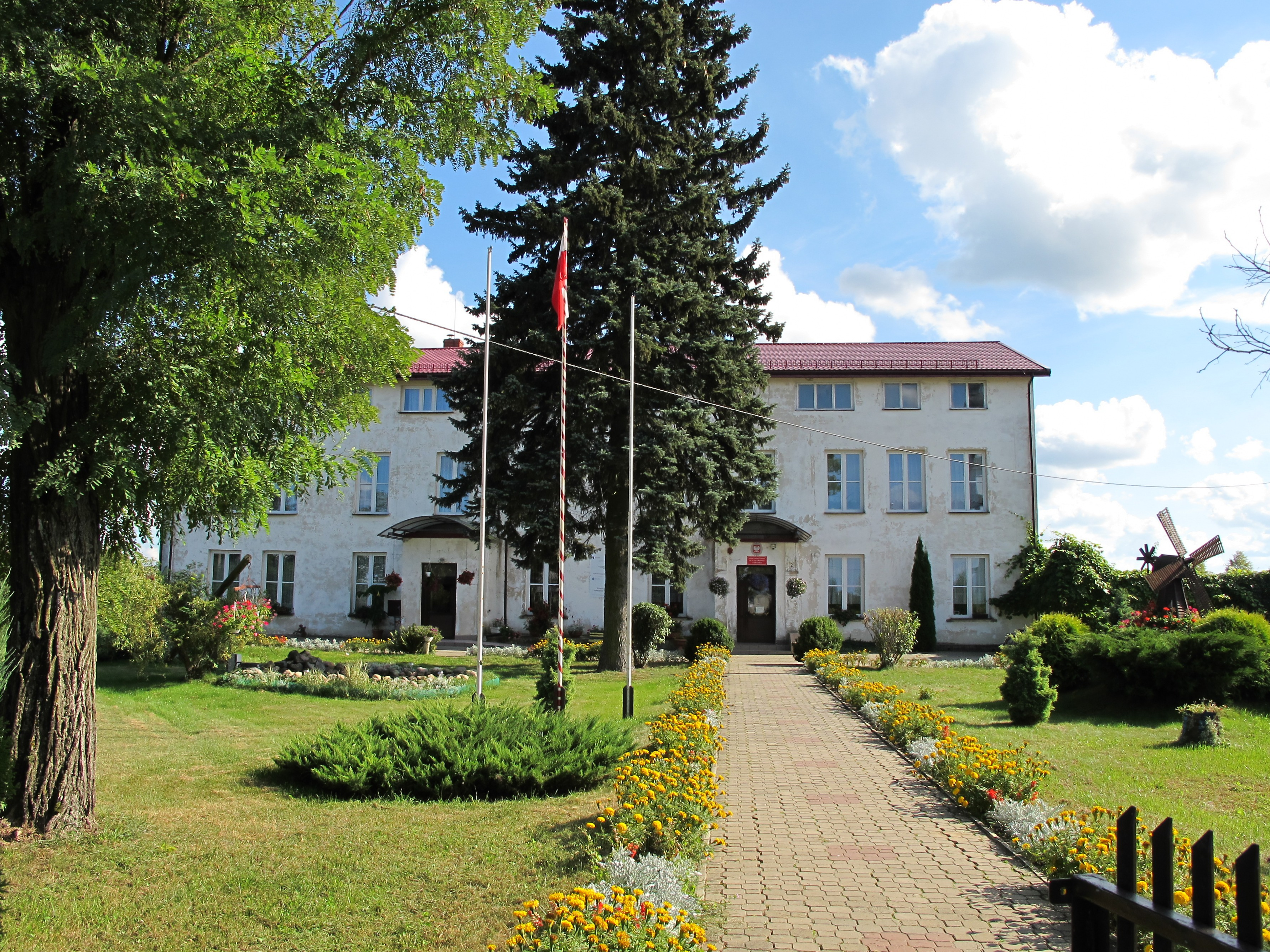
Szkoła podstawowa im. Ks. F.J. Filkowskiego przy ulicy Szkolnej w Topczewie
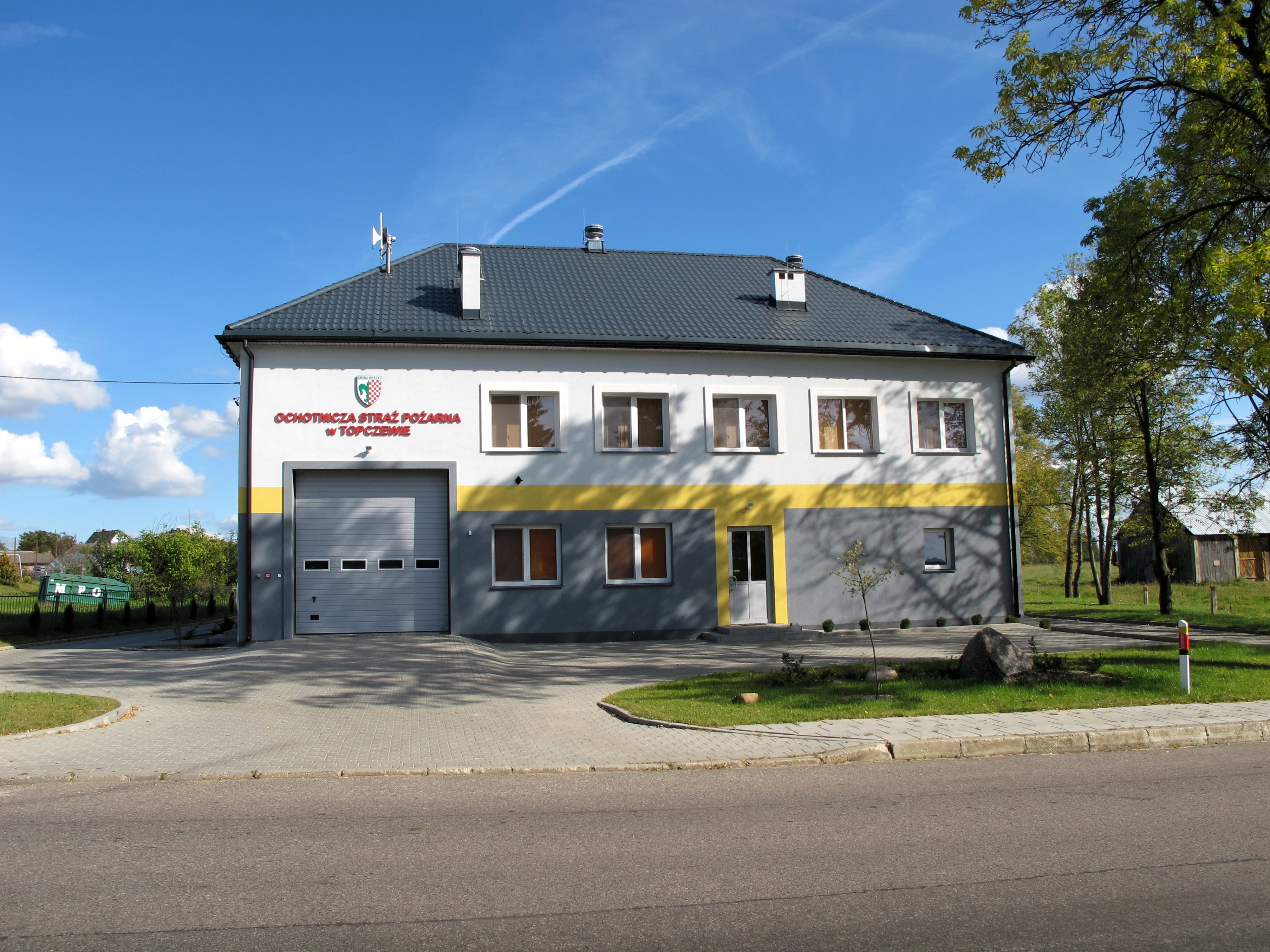
Remiza OSP w Topczewie